# Cylindroiulus kuschkensis
Cylindroiulus kuschkensis är en mångfotingart som beskrevs av Sergei I. Golovatch 1978. Cylindroiulus kuschkensis ingår i släktet Cylindroiulus och familjen kejsardubbelfotingar. Inga underarter finns listade i Catalogue of Life.